# Pouy
Pouy es una comuna francesa situada en el departamento de Altos Pirineos, en la región de Occitania.

## Demografía
| 39 | 40 | 44 | 35 | 32 | 38 | 41 |
| Para los censos de 1962 a 1999 la población legal corresponde a la población sin duplicidades (Fuente: INSEE [Consultar]) |    |    |    |    |    |    |